# Мелетій III Константинопольський
Патріарх Мелетій III (грец. Πατριάρχης Μελέτιος Γ΄, прізвище — Панкалос грец. Πάγκαλος ; 1772, Кея, Османська імперія — 28 листопада 1845, Константинополь, Османська імперія) — Константинопольський патріарх, який займав престол протягом семи місяців у 1845 році.

## Біографія
Народився в 1772 році в Кеї. Служив протосинкелом у патріаршому соборі в Константинополі при патріарху Константинопольському Агафангелі.
В 1828 був обраний митрополитом Амасійським, а в 1830 переведений на Фесалонікійську кафедру. В 1841 призначений на Кізичну кафедру.
18 квітня 1845 року був обраний як наступник скинутого патріарха Константинопольського Германа IV.
Протягом семи місяців патріаршества виявив себе як енергійний, людинолюбний та благородний керівник. Видав окружне послання щодо єпископів, які обиралися заради титулу та доповнювали розпорядження свого попередника. Також видав особливе розпорядження, що забороняє звільненим на спокій архієреям та патріархам проживання у будинках збудованої Халкінської богословської школи.
Після смерті патріарха Александрійського Єрофея I, патріарх Мелетій III і Священний Синод Константинопольського патріархату обрали на Александрійську кафедру митрополита Артемія (Пардалакіса) всупереч волі Патріарха Єрофея I, який призначив своїм наступником архімандрита Ієрофіята. Хоча хіротонія Александрійських патріархів у цю епоху традиційно здійснювалася в Константинополі, при виборі кандидата керувалися заповітом попереднього патріарха та бажанням єгипетських християн, проте в даному випадку патріарх Мелетій III поспішно обрав патріарха без поради з Александрійською церквою, що призвело до гострого конфлікту з православною спільнотою Єгипту. Деякі спостерігачі (єпископ Порфирій (Успенський)) розцінювали цей крок як чергову спробу Константинопольського патріархату зосередити у своїх руках управління усіма 4 Східними патріархатами.
Помер 28 листопада 1845 року в Константинополі і похований у храмі Живоносного джерела.